# Sabás Ponce
Sabás Ponce Labastida (Guadalajara, Jalisco, 13 de enero de 1937-4 de octubre de 2021) fue un futbolista mexicano que jugó en la posición de mediocampista ofensivo. Jugó para el Club Deportivo Guadalajara casi toda su carrera, aunque algunos meses jugó en el futbol de los Estados Unidos con Philadelphia Atoms equipo de la desaparecida liga de futbol soccer NASL. Era apodado La Hormiguita aunque también le decían El Arquitecto.

## Trayectoria

### Orígenes
Inició en la Liga Intereparroquial del Estado de Jalisco. La carrera de la hormiguita empezó desde joven en las fuerzas básicas del Rebaño Sagrado. Originario de Guadalajara, Jalisco inició su formación deportiva en Liga Intereparroquial de Jalisco, y ahí tuvo la oportunidad de llamar la atención de Chivas, así que a lo 15 años se afilió al equipo. Estuvo dos años en las fuerzas básicas del equipo hasta que tuvo la oportunidad de debutar en la Primera División de las Chivas. Con 17 años emprendió su carrera en el máximo circuito del fútbol mexicano.
Vistió la camiseta rojiblanca desde 1956 hasta 1973, año en que se retiró del fútbol profesional. En todos esos años le fue fiel a la institución que le dio la oportunidad de debutar en la Primera División de México. Su habilidad ofensiva generó que su club ascendiera rápidamente en las victorias y con ello llegar al famoso Campeonísimo.
Entre 1956 a 1965, la afición mexicana conoció a Chivas como el máximo campeón del fútbol mexicano, ya que durante esa etapa lograron ser siete veces campeones de la Liga MX, consiguió seis Campeón de Campeones, una Copa México y una Copa de Campeones de la Concacaf. Todo un logro y siendo el equipo dominante de la década de los años 60.
Toda esa etapa, Ponce fue testigo y protagonista de la racha histórica de Chivas. Su habilidad de crear jugadas ofensivas le permitió convertirse en un jugador clave de su equipo. Funcionó como un elemento de construcción en el campo, actuaba como medio de enlace y pasaba a la ofensiva del equipo, los mayores logros de su carrera los consiguió en esta posición. Fue un jugador serio y seguro, que logró llegar a la Selección de fútbol de México. Tuvo un toque elegante para manejar el balón, con grandes pases en corto o a profundidad. De acuerdo con el homenaje del conjunto jalisciense detalló que La hormiguita también fue un jugador disciplinado y atento a las indicaciones de los entrenadores, por lo que se ganó el cariño de la afición y la institución.

## Campeonísimo
Logró coronarse 8 veces como campeón de la Primera división mexicana con el Club Deportivo Guadalajara, siendo junto con su compañero de equipo José Villegas El Jamaicon los jugadores con más campeonatos en el fútbol mexicano, un récord difícil de igualar.

## Muerte
Sabas Ponce falleció el 4 de octubre de 2021, ignorandose las causas. Solo se sabe que había estado enfermo desde hacía varios meses y que esto originó su fallecimiento. Tenía 84 años.

## Palmarés

### Campeonatos nacionales
| Título                     | Club                       | País   | Año     |
| -------------------------- | -------------------------- | ------ | ------- |
| Primera División de México | Club Deportivo Guadalajara | México | 1956-57 |
| Campeón de Campeones       | Club Deportivo Guadalajara | México | 1957    |
| Primera División de México | Club Deportivo Guadalajara | México | 1958-59 |
| Campeón de Campeones       | Club Deportivo Guadalajara | México | 1959    |
| Primera División de México | Club Deportivo Guadalajara | México | 1959-60 |
| Campeón de Campeones       | Club Deportivo Guadalajara | México | 1960    |
| Primera División de México | Club Deportivo Guadalajara | México | 1960-61 |
| Campeón de Campeones       | Club Deportivo Guadalajara | México | 1961    |
| Primera División de México | Club Deportivo Guadalajara | México | 1961-62 |
| Primera División de México | Club Deportivo Guadalajara | México | 1963-64 |
| Copa México                | Club Deportivo Guadalajara | México | 1962-63 |
| Campeón de Campeones       | Club Deportivo Guadalajara | México | 1964    |
| Primera División de México | Club Deportivo Guadalajara | México | 1964/65 |
| Campeón de Campeones       | Club Deportivo Guadalajara | México | 1965    |
| Primera División de México | Club Deportivo Guadalajara | México | 1969/70 |
| Copa México                | Club Deportivo Guadalajara | México | 1969-70 |
| Campeón de Campeones       | Club Deportivo Guadalajara | México | 1970    |

### Copas internacionales
| Título            | Club                       | País   | Año  |
| ----------------- | -------------------------- | ------ | ---- |
| Copa de Campeones | Club Deportivo Guadalajara | México | 1962 |